# Fårtjärnen, Medelpad
Fårtjärnen är en sjö i Ånge kommun i Medelpad och ingår i Ljungans huvudavrinningsområde.